# Муравей (Заринский район)
Муравей — упразднённый посёлок в Заринском районе Алтайского края. На момент упразднения входил в состав Новомоношкинского сельсовета. Исключен из учётных данных в 1983 году.

## География
Располагался на правом берегу реки Малая Черемшанка (приток Большой Черемшанки), в 3,5 км (по прямой) к юго-западу от села Шпагино.

## История
Основан в 1920 г. В 1928 г. хутор Муравей состоял из 41 хозяйства. В административном отношении входил в состав Шпагинского сельсовета Чумышского района Барнаульского округа Сибирского края.
Решением Алтайского краевого исполнительного комитета от 11.11.1983 года № 381/2 посёлок исключен из учётных данных.

## Население
В 1926 г. на хуторе проживало 216 человек (106 мужчин и 110 женщин), основное население — русские.